# Paris–Roubaix 1930

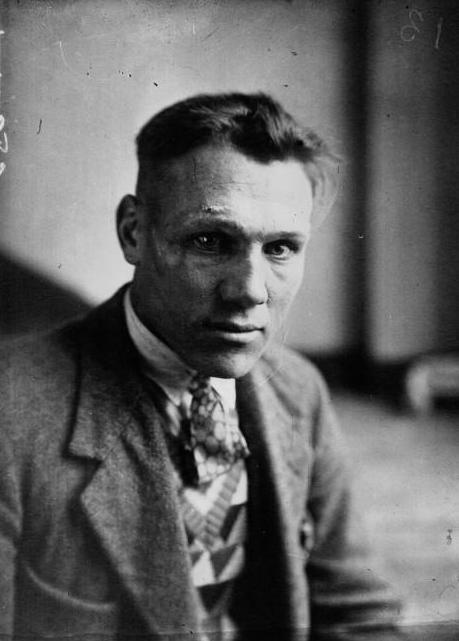
Julien Vervaecke

Das Eintagesrennen Paris–Roubaix 1930 war die 31. Austragung des Radsportklassikers und fand am Sonntag, den 20. April 1930, statt.
Das Rennen ging von Argenteuil aus über 258 Kilometer. 86 Rennfahrer starteten, von denen sich 35 platzieren konnten. Der Sieger Julien Vervaecke absolvierte das Rennen mit einer Durchschnittsgeschwindigkeit von 31,51 km/h.
65 Kilometer vor dem Ziel rissen Leander Gijssels, Julien Vervaecke und Jean Maréchal aus. Gijssels konnte das Tempo nicht mithalten und fiel zurück. Während des Schlusssprints setzten beide Fahrer ihre Ellenbogen ein, und Vervaecke stürzte. Maréchal kam mit 24 Sekunden Vorsprung auf ihn ins Ziel auf der Avenue les Villas in Roubaix. Vervaecke legte Protest ein und wurde zum Sieger erklärt. Es wird angenommen, dass sein Sponsor Alcyon Einfluss auf diese Entscheidung nahm. Maréchal war bis zu seinem Tod überzeugt, der rechtmäßige Sieger gewesen zu sein.